# Euchaetes albaticosta
Euchaetes albaticosta là một loài bướm đêm thuộc phân họ Arctiinae, họ Erebidae.